# Roger Niger

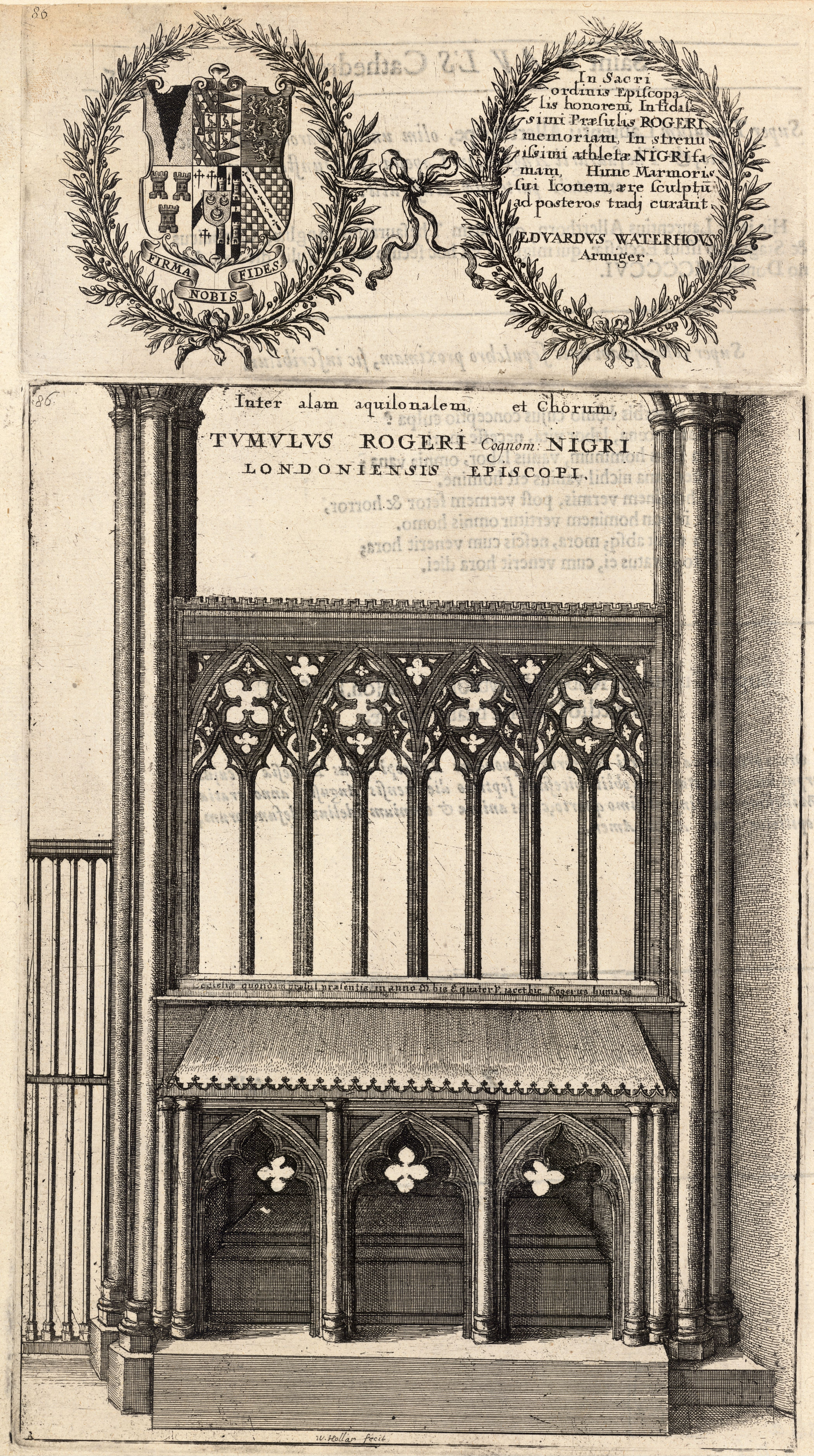
Das Grab von Roger Niger in der alten St Paul’s Cathedral. Darstellung aus dem 17. Jahrhundert

Roger Niger (auch Roger le Noir oder Roger de Bileye; † 29. September oder 2. Oktober 1241 in Stepney) war ein Bischof der englischen Diözese London.

## Herkunft und Studium
Rogers gelegentlich genannter Beiname de Bileye lässt schließen, dass er aus Beeleigh in Essex stammte. Von seinen Eltern sind nur die Vornamen Ralph und Margery überliefert. Roger studierte zweifelsfrei an einer Universität und machte einen Abschluss als Master. Seine Freundschaft mit Edmund of Abingdon lässt auf ein Studium in Oxford schließen, doch wahrscheinlicher ist, dass er in Paris studierte.

## Karriere als Geistlicher
Um 1212 erhielt Niger eine Pfründe in Ealdland und vor dem 27. November 1218, möglicherweise schon 1216, wurde er Archidiakon von Colchester. 1228 wurde er vom Kathedralkapitel der St Paul’s Cathedral zum Bischof von London gewählt. Wie die meisten Bischofswahlen während der Jugend von König Heinrich III. wurde auch seine Wahl vom König bzw. von der Regierung kaum beeinflusst. Nigers Wahl wurde am 27. April 1229 vom König bestätigt, als dieser ihm die Temporalien übergab, und am 10. Juni 1229 wurde er zum Bischof geweiht.

## Bischof von London

### Verhältnis zum König
Als Bischof verteidigte Niger entschieden die Rechte der Kirche gegen den König. Bereits als Archidiakon war er 1225 mit Heinrich III. in Streit geraten, als er Sonderrechte der Kollegiatkirche St Martin’s-le-Grand, einer Eigenkirche des Königs in London, nicht anerkannte und gegenüber dem Dekan seinen Vorrang beanspruchte. Der König verbot den kirchlichen Gerichtshöfen, sich des Falls anzunehmen und wandte sich an Papst Honorius III., der der Kollegiatkirche Recht gab. Als Bischof zwang Niger den König zweimal, im September 1232 und im Oktober 1233 dem gestürzten Justiciar Hubert de Burgh wieder Kirchenasyl zu gewähren, nachdem Gefolgsleute des Königs diesen gewaltsam aus Kirchen herausgedrängt hatten. Als Niger 1233 von einer Reise nach Rom nach England zurückkehrte, traf er in Dover Bischof Walter Mauclerk von Carlisle, der zu diesem Zeitpunkt in königliche Ungnade gefallen war. Da der König ihm auch die Ausreise verboten hatte, wurde Mauclerk von königlichen Beamten von dem Schiff geführt, mit dem er ins Exil reisen wollte. Niger exkommunizierte daraufhin umgehend die beteiligten Beamten und reiste zum König nach Hereford, wo er vor dem König trotz dessen Verärgerung den Bannspruch wiederholte.
Trotz dieser Konflikte berief ihn der König mehrfach als Ratgeber und Vermittler und wahrte Nigers Rechte als Bischof. Zusammen mit den anderen Bischöfen der Kirchenprovinz Canterbury berief ihn der König 1231 nach Oxford, um mit ihm über den Krieg mit Wales zu beraten. 1235 vermittelte Niger mit in dem Streit zwischen Earl Warenne und dem Prior von Cluny, als diese sich über die Benennung und Einsetzung eines Priors für Lewes Priory stritten. 1236 erlaubte der König Walter de Burgh nicht, eine Kapelle in Romford in Essex als Begräbnisplatz zu nutzen, ehe er dies mit Bischof Niger abgesprochen hatte. 1234 befahl der König, dass ein des Mordes Beschuldigter auf Verlangen von Bischof Niger an dessen Beamten übergeben würde, und 1237 sollte der Constable of the Tower den Bischöfen von London und Lincoln die Geistlichen übergeben, die an einem Aufruhr gegen den päpstlichen Legaten Oddone in Osney beteiligt waren. Falls die Bischöfe dies wünschten, sollten die Beschuldigten jedoch weiterhin im Tower inhaftiert bleiben. Dazu gewährte der König dem Bischof mehrfach Geschenke und Privilegien. 1232 gestattete der König die Abhaltung eines Wochenmarkts in Acton, und 1235 erließ er Niger das für die Niederschlagung des Aufstands von Richard Marshal fällige Schildgeld in Höhe von 40 Mark. 1240 schenkte der König ihm 15 Hirsche aus den königlichen Forsten, die der Bischof selbst jagen durfte, und selbst nach Rogers Tod erließ der König die von einem Richter verhängte Strafe von 10 Mark, die Rogers Testamentsvollstrecker stattdessen für Kerzen am Grab des Bischofs aufwänden sollten.

### Innerkirchliche Konflikte
Auch innerkirchlich versuchte Niger seine Rechte durchzusetzen. Obwohl er dem Franziskanerorden generell wohlgesinnt war, beanspruchte er die geistliche Gerichtshoheit über den Orden und verlangte von den Brüdern, dass sie ihm Gehorsam schworen. Die Franziskaner wandten sich daraufhin an die päpstliche Kurie. Am 21. August 1231 erließ Papst Gregor IX. die Bulle Nimis iniqua, nach der die Franziskaner nicht nur in der Diözese London, sondern weltweit nicht mehr der Gerichtsbarkeit der Bischöfe, sondern direkt dem Papst unterstellt waren. 1232 musste Niger selbst nach Rom reisen, wo er sich für Angriffe auf italienische Geistliche in England verantworten musste. Obwohl er zuvor schon die Täter exkommuniziert hatte, konnte er seine Unschuld in Rom nur in einem aufwändigen Verfahren darlegen. Die Kosten hierfür wurden noch dadurch erhöht, dass er während der Reise nach Rom in Parma ausgeraubt wurde. Noch 1247 oder 1248 gelobte die Stadt Parma, eine entsprechende Summe für den Bau der Londoner St Paul’s Cathedral zu spenden, da die Bürger glaubten, dass seit dem Raub ein Fluch über der Stadt hing.

### Wirken als Bischof
Als Bischof war Niger ein gewissenhafter Verwalter seine Diözese. Er erließ eine Reihe von Verordnungen für das Archidiakonat London, die nach seinen eigenen Worten helfen sollten, die durch die Größe und Bevölkerungsdichte der City of London bedingten Strukturprobleme der Kirchen in London zu lösen. Die Geistlichen der einzelnen Londoner Pfarreien sollten sich in regelmäßigen Treffen austauschen und Stiftungen zugunsten der Allgemeinheit gemeinsam verwalten, damit kein Stadtteil bevorzugt wurde. Die Strafe, die er für Geistliche festlegte, die diesen Treffen fernblieben, sollten sie beim nächsten Treffen in Wein einlösen.
Niger stärkte dazu die Rechte des Dekans und des Kathedralkapitels der St Paul’s Cathedral. Er bestätigte nicht nur die Verfügungen seiner Vorgänger, sondern erlaubte dem Kapitel, eigenständig über säumigen Pächtern und Schuldnern, die der Kirche Pachtzins oder Geld schuldeten, das Interdikt zu verhängen oder sie exkommunizieren. Diese Kirchensanktionen sollten im gesamten Gebiet der Londoner Diözese gelten. Zur Schlichtung von Streitereien zwischen St Paul’s und den Klöstern Walden Abbey und Colchester Abbey in Essex setzte er Schiedsgerichte ein, die jeweils zugunsten von St Paul’s entschieden. Im Auftrag des Papstes wählte Niger 1229 Luke als neuen Erzbischof von Dublin, und 1235 vernahm er John of Hertford, den neu gewählten Abt von St Albans, den er anschließend für das Amt geeignet befand.
Bereits gegen Ende seiner Amtszeit als Archidiakon hatte er sein Wohnhaus am Kirchhof von St Paul’s seinen Amtsnachfolgern vermacht. Als Bischof bestätigte er wenig später eine ähnliche Schenkung von Henry of Cornhill, dem Kanzler der Diözese. Dazu förderte er den Weiterbau der St Paul’s Cathedral. Am 1. Oktober 1240 weihte er den neuen Chorraum der Kathedrale. Er wurde in St Paul’s beigesetzt, sein Herz vermutlich in seinem mutmaßlichen Heimatort Beeleigh.

## Nachwirkung
Zu Lebzeiten war Niger als Bischof hoch geachtet und galt vielen sogar als Heiliger. Schon bald nach seinem Tod wurde sein Grab ein mittelalterliches Pilgerziel.
Der Chronist Matthew Paris würdigte ihn als gebildeten und ehrenwerten Mann, der ohne jeglichen Stolz sich für die Kirche eingesetzt hatte.